# Trichaeta divisura
Trichaeta divisura là một loài bướm đêm thuộc phân họ Arctiinae, họ Erebidae.